# Biblioteca Doctor Camino-Serapio Múgica
La Biblioteca Doctor Camino- Serapio Múgica, integrada por más de 14.500 libros y documentos de Historia Donostiarra y Guipuzcoana (España), es uno de los frutos más relevantes del  Instituto Dr. Camino de Historia Donostiarra.
Constituida por fondos tan importantes como el de Serapio Múgica, la Biblioteca recoge  producciones editoriales que, con vocación documental y de aportación rigurosa al estudio de los anales sobre la ciudad, contribuyen al conocimiento de su personalidad histórica y cultural.
Está dotada de enciclopedias con ediciones apreciadas respecto al País Vasco en general y especializada en libros que tratan sobre todo, de la historia donostiarra del siglo XIX y guipuzcoana del XX, a disposición de los investigadores y del público en general.
Cuenta asimismo con ejemplares de difícil localización, como catálogos e inventarios conformando un valioso instrumental para el estudio de las diferentes etapas y cuestiones diversas de la historia guipuzcoana y vasca.

## Descripción
El incendio de San Sebastián en el año 1813, cuando culminó el asalto de las tropas anglo-portuguesas contra la guarnición napoleónica que aún ocupaba el recinto amurallado donostiarra, privó a la ciudad de prácticamente todos sus archivos anteriores a ese año.
Por azar, los archivos provinciales, pese a haber estado expuestos a la misma brutalidad desencadenada por los combates y por las descontroladas tropas que tomaron San Sebastián, lograron sobrevivir a ese incendio, al ser protegidos por los escombros que cayeron sobre el lugar en el que estaban almacenados.
Ésta labor de conservación de los archivos fue obra del presbítero Joaquín Antonio de Camino y Orella.
Gracias a esos archivos, la tarea de reconstruir la historia de San Sebastián fue una tarea difícil, pero no imposible acometida por el Grupo de Historia Donostiarra Doctor Camino.
Este grupo se creó en el año 1967, con el apoyo de lo que entonces era la Caja de Ahorros Municipal de San Sebastián. Su principal promotor intelectual fue José Ignacio Tellechea Idigoras.
Desde entonces aglutina una  ingente cantidad de estudios históricos primero sobre la ciudad, luego sobre la provincia, finalmente sobre todo el País Vasco.
Es destacable la aportación del historiador  y cronista Serapio Múgica (Ormáiztegui, 1854-San Sebastián, 1941) que donó sus fondos -unos dos mil libros- a la entidad que le honró añadiendo su nombre a la Institución.
La antigua sede  estaba situado en la Parte Vieja de San Sebastián y era un lugar que propiciaba el estudio. En el año 2018 se trasladó al Centro Cultural Tabakalera dentro del espacio Kutxa Cultura.